# Muzeum Polskiej Sztuki Ludowej
Muzeum Polskiej Sztuki Ludowej w Otrębusach – muzeum mieszczące się w domu prof. Mariana Pokropka przy ul. Natalińskiej 15. Właścicielami są Marian, Stanisława, Agnieszka i Wojciech Pokropek.
Profesor etnologii Uniwersytetu Warszawskiego Marian Pokropek od ponad 40 lat gromadzi zabytki sztuki ludowej: rzeźby, obrazy, gwizdawki, palemki, pisanki, wiklinowe koszyki, wyroby słomiane i wycinanki. Od 1996 roku działa muzeum w jego domu w Otrębusach.
Muzeum odwiedzają wycieczki szkolne, turyści, etnografowie, zbieracze, także grupy polityków z różnych krajów czy hierarchowie kościelni.
Od grudnia 2014 roku muzeum prowadzi wyłącznie działalność naukową i badawczą. Muzeum prezentuje zbiory i wypożycza eksponaty do innych placówek muzealnych i galerii. Właściciel muzeum nie umożliwia zwiedzania osobom indywidualnym oraz grupom wycieczkowym z wyjątkiem osób zainteresowanych badaniami sztuki ludowej.

## Wystawy

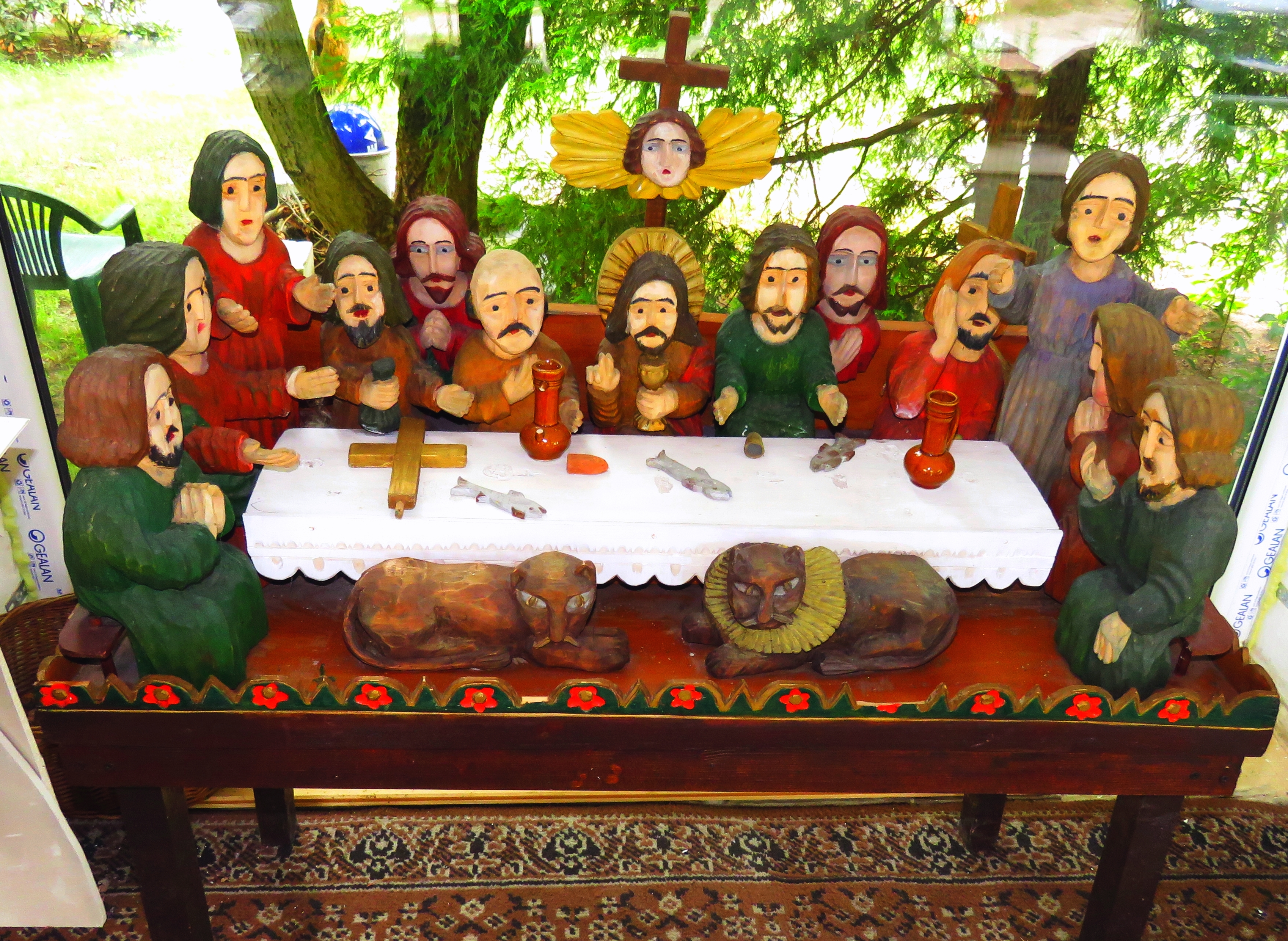

Od 1996 roku muzeum prezentowało ponad 20 wystaw, m.in.:
1. Dzieje biblijne i historia Polski w sztuce ludowej – Historia i wiara (1997)
2. Ptaki i ptaszki w naturze, sztuce i tradycji ludowej
3. Szopki ludowe
4. Pasja Chrystusa – w malarstwie i rzeźbie (2002)
5. Judaica – obrazy Heleny Żelechower, Miry Żelechower-Aleksiun, Wisny Lipszyc, zbiór wycinanek Moniki Krajewskiej i Piotra Sztuczyńskiego (2000)
6. Koń etnograficzny – koń filatelistyczny. Wizerunek konia w sztuce ludowej i na znaczkach pocztowych (2007)
7. Rudolf Riedel – grafika i malarstwo (2007)
8. Kapliczki i krzyże znad Pilicy. Ludowa rzeźba sakralna w krajobrazie Nadpilicza – z fotogramami Piotra Wypycha (2001)
9. Malarstwo na szkle – malarstwo na szkle Anny Stopki-Słowińskiej z Kościeliska i rodziny Malików z Krakowa (2000)
10. Barwy Śląska – malarstwo ze zbiorów Gerarda Stanisława Trefonia z Rudy Śląskiej,
11. Litewska Sztuka Ludowa
12. Sztuka Ludowa Dawnych Ziem Wielkiego Księstwa Litewskiego, Białorusi, Rusi, Ukrainy oraz Rosji.